# The Shrouds - Segreti sepolti
The Shrouds - Segreti sepolti (Les Linceuls) è un film del 2024 scritto e diretto da David Cronenberg.

## Trama
Karsh è un imprenditore rimasto vedovo che inventa una tecnologia in grado di permettere ai vivi di osservare in tempo reale i propri cari estinti decomporsi all'interno delle loro bare. Una notte, vengono profanate molte tombe, tra cui quella della defunta moglie di Karsh, che si mette sulle tracce dei responsabili.

## Produzione
Descritto da Cronenberg come "molto personale" e di ispirazione autobiografica, il film era nato come serie televisiva per Netflix, che ha cancellato il progetto in fase di sviluppo dopo aver letto la sceneggiatura dei primi due episodi.
Diane Kruger ha sostituito Léa Seydoux nel ruolo della co-protagonista.
Le riprese sono cominciate l'8 maggio 2023 a Toronto, concludendosi il 19 giugno 2023.

## Promozione
Il teaser trailer è stato diffuso online il 13 maggio 2024.

## Distribuzione
Il film è stato presentato in anteprima il 20 maggio 2024 al 77º Festival di Cannes e distribuito nelle sale italiane dal 3 aprile 2025.

## Accoglienza

### Incassi
Il film ha incassato 1514541 $.

### Critica
Il film ha ricevuto un'accoglienza generalmente positiva da parte della critica. Su Rotten Tomatoes 180 critici esprimono un gradimento del 75%, su Metacritic il voto medio di 37 critici è 72/100.
Federico Pontiggia su Cinematografo arriva a dire che fa "rincrescimento, rilevare come si possa aderire a una cattiva idea, e non mollarla nemmeno di fronte all’inconfutabile verità che non funziona", mentre opposto è il parere di Carlo Valeri su Sentieri Selvaggi che scrive che è "un film straziante, che anziché vivere sembra trascinarsi, cercare un’ultima via di sopravvivenza al dolore"; molto positivo invece il parere di Marco Lovisato su CineFacts, secondo cui il film "conferma la volontà di Cronenberg di continuare a esplorare le infinite possibilità del reale, creando una fantascienza dell'anima che serve da specchio alla crisi dell'uomo moderno".

## Riconoscimenti
- 2024 - Festival di Cannes[7]
  - In concorso per la Palma d'oro